# Stazione di Colfelice
Stazione di Colfelice vasútállomás Olaszországban, Colfelice településen.

## Vasútvonalak
Az állomást az alábbi vasútvonalak érintik:
- Avezzano–Roccasecca-vasútvonal

## Kapcsolódó állomások
A vasútállomáshoz az alábbi állomások vannak a legközelebb:
- Stazione di Arce
- Stazione di Roccasecca